# Captura anglo-persa de Ormuz
La captura anglo-persa de Ormuz (persa: بازپس گیری هرمز) fue una expedición combinada que capturó con éxito la guarnición española en la isla de Ormuz después de un asedio de diez semanas, abriendo así el comercio persa con Inglaterra en el Golfo Pérsico. Antes de la captura de Ormuz, los portugueses habían ocupado el castillo de Ormuz durante más de un siglo, desde 1507 cuando Afonso de Albuquerque lo estableció en la captura de Ormuz, dándoles el control total del comercio entre India y Europa a través del Golfo Pérsico. Según Stephen Neill, la captura de Ormuz cambió por completo el equilibrio de poder y comercio.

## Antecedentes
Luego de la captura portuguesa de Ormuz en 1509, el Imperio portugués empezó a reclamar un monopolio en el Comercio transíndico, volviéndose un gran poder en el Golfo Pérsico tras conquistar Qeshm, Bandar Abbas y Mascate (actual Omán), lo cual género fricciones con el Imperio safávida (que inicialmente vio a los portugueses como sus aliados contra los otomanos). A su vez, el dominio comercial del Golfo Pérsico atrajo la atención de Inglaterra y Holanda, rivales de la Unión Ibérica y que buscaban desafiar el control hispano-portugués en la región.
Tras el ascenso del Shah Abás el Grande, se presentó una mayor agresividad contra los portugueses por parte de una nueva potencia regional que buscaba restaurar la influencia de Irán en el Golfo Pérsico, algo que se empezó a notar con la conquista persa del fuerte de Baréin en 1602, del reino de Lara (Larek) y la tierra firme del Comorán (Bandar Abbás) en 1615 (este último fue una grave perdida porque abastecía de agua potable a Ormuz). A su vez, se construyó una fortaleza en la ensenada de Guadel (Gwadar), a medio camino entre el Sinde y Ormuz, que denostaban el deseo de los persas de arrebatarle el control a los portugueses del comercio en la zona.
Durante este lapso, se dieron embajadas persas a Europa, y dado que el rey de España, Felipe IV, era también el Rey de Portugal, los persas trataron de ser amistosos con tal de desarrollar una alianza hispano-persa contra los Otomanos. Frente a ello, se presentaron algunas divergencias, entre la Corona de Castilla y el Consejo de Portugal, en cuanto a como debía ser la política exterior con Persia por parte de la Monarquía Hispánica, por el cual las Cortes de Castilla acusaban de falta de realismo a los portugueses en su deseo de insistir en mantener un monopolio comercial asiáticos que no podían imponer ante el resto de potencias europeas (mientras los castellanos buscaban un acercamiento a los ingleses contra los holandeses).

Existía así una clara divergencia en el Golfo Pérsico entre las prioridades portuguesas y las prioridades españolas para la región: si los intereses de los primeros se dirigían hacia el océano Índico y Asia, Ormuz, por su valor político y económico, era fundamental para el mantenimiento del Estado de la India, los intereses castellanos estaban claramente orientados hacia el Mediterráneo, y Ormuz fue importante porque facilitó el acercamiento a Persia.
Graça Borges

Pese a las tensiones internas entre los ministros de la Corona de Castilla y la Corona de Portugal, se estableció la Junta de Persia a finales de 1618  (integrada por 2 miembros, cada uno, del Consejo de Castilla y el Consejo de Portugal, en son de mejorar el entendimiento entre ambos reinos españoles) para lidiar con la cuestión de Ormuz, relativa a: la defensa de las posesiones ibéricas en el Golfo Pérsico frente a muchas amenazas (sobre todo los ingleses y holandeses), la expulsión de los ingleses de la zona (o al menos a que abandonen sus acuerdos comerciales con Persia) y a como tratar las relaciones diplomáticas del Shah junto a sus propuestas amistosas de otorgar a los españoles el monopolio comercial de la seda persa en la ruta del Cabo. Su fin era conciliador, aunque debido a múltiples malentendidos y ambigüedades (además que solo era consultivo, mientras las decisiones finales eran del Consejo de Estado), solo acentuó el belicismo persa.
Fue así que se envió al embajador García de Silva y Figueroa, con la misión pública de desarrollar una alianza entre España (incluida Portugal) y Persia contra el Imperio Otomano, aunque la misión real y secreta era asegurar los intereses comerciales de las colonias portuguesas en el Golfo Pérsico, sobre todo Hormuz. A su vez, se hizo gestos amistoso con Irán, como la aceptación de un acuerdo comercial para exportar la seda persa por la Ruta del Cabo, aunque los persas exigían que los portugueses cierren el Mar Rojo para debilitar a los otomanos, y luego los españoles solicitaron la restitución de la fortaleza de Comorán y que Baréin sea devuelto al Rey de Ormuz (bajo protectorado ibérico). Sin embargo, el imperio no tenía la capacidad para que España lanzara una ofensiva a los turcos, y por tanto, solo se buscaba ganar tiempo con los persas al mostrarse corteses. Mientras tanto, el Shah amenazaba de que si los hispanos rechazaban su buena voluntad, su oferta comercial sería entregada a los ingleses con Robert Shirley. Finalmente, la desconfianza hacia los ingleses género que se enviara a Ruy Freire de Andrade para reconquistar y fortificar la parte oriental de la isla de Quéixome para asegurar los suministros económicos de Ormuz y expulsar a los ingleses del golfo pérsico. Sin embargo, no se logró destruir la flota inglesa y de paso se enojo el Shah Abas por lo que consideraba un atentado contra su soberanía, generando acercamientos entre los persas e ingleses contra los portugueses y españoles.

## Alianza anglo-persa
El componente inglés consistía en una fuerza suministrada por la Compañía de las Indias Orientales con cinco buques de guerra y cuatro pinazas. Los persas habían ido recientemente a la guerra con los portugueses, y un ejército persa estaba asediando el fuerte portugués en Kishm, pero se necesitaba la ayuda inglesa para capturar Ormuz. Abás el Grande deseaba obtener el apoyo de los ingleses contra los portugueses, y el comandante Imam-Quli Khan, hijo de Allahverdi Khan, negoció con los ingleses para obtener su apoyo, prometiéndoles que les otorgarían acceso al comercio de la seda persa. Se firmó un acuerdo que estipulaba el reparto del botín y los derechos de aduana en Ormuz, la repatriación de los prisioneros según su fe y el pago por parte de los persas de la mitad de los costos de suministro de la flota.

## Operaciones

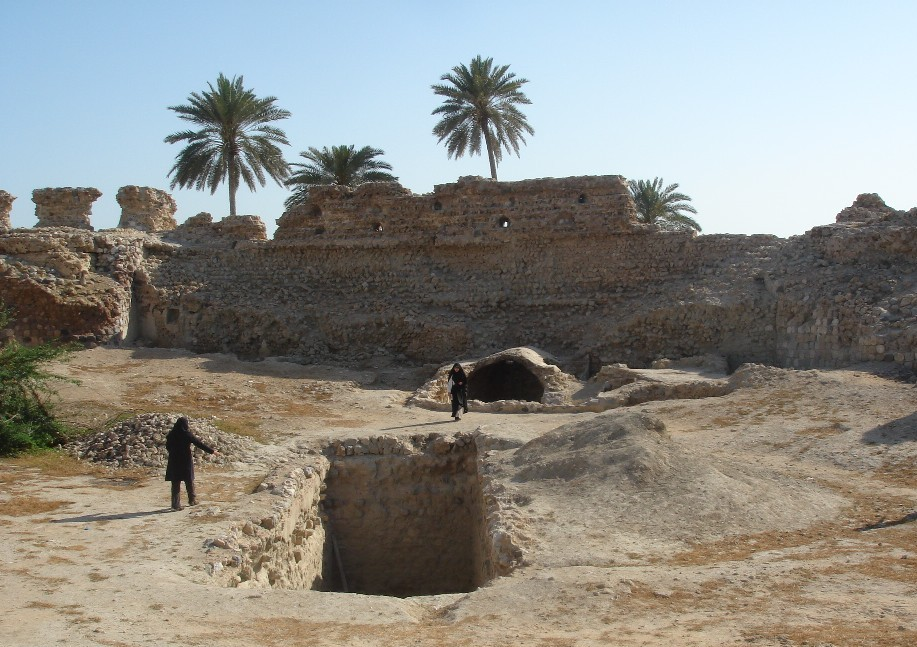
Castillo portugués, isla de Kishm

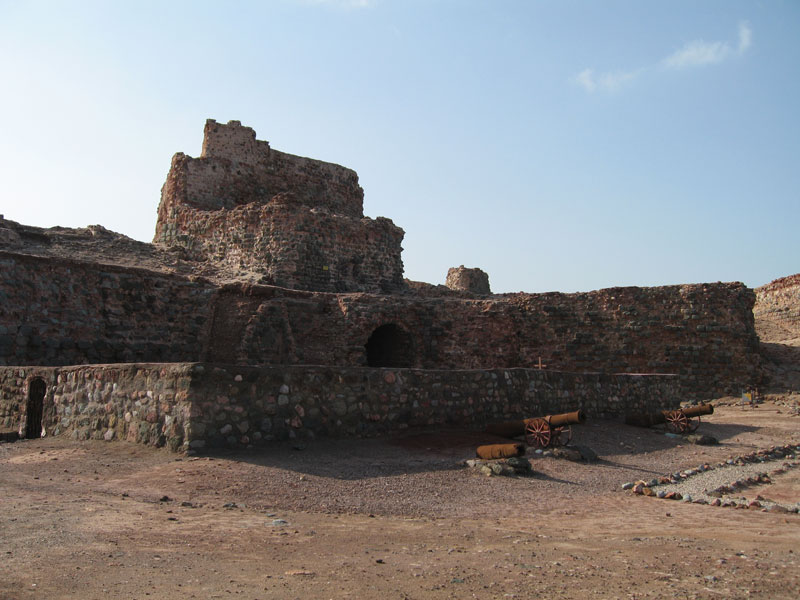
Castillo portugués en la isla de Ormuz

La flota inglesa fue primero a Kishm, a unos 24 kilómetros (14,9 mi) de distancia, para bombardear una posición portuguesa allí. Los portugueses presentes se rindieron rápidamente y las bajas inglesas fueron pocas, pero incluyeron al famoso explorador William Baffin.
La flota anglo-persa luego navegó a Ormuz y los persas desembarcaron para capturar la ciudad. Los ingleses bombardearon el castillo y hundieron la flota portuguesa presente, y Ormuz fue finalmente capturado el 22 de abril de 1622. Los portugueses se vieron obligados a retirarse a otra base en Mascate.
Aunque Portugal y España estuvieron en una unión dinástica desde 1580 hasta 1640, Inglaterra y Portugal no estaban en guerra, y el duque de Buckingham amenazó con demandar a la Compañía por la captura, pero renunció a su reclamo cuando recibió la suma de 10,000 libras, supuestamente 10% de los trámites de captura de Ormuz.

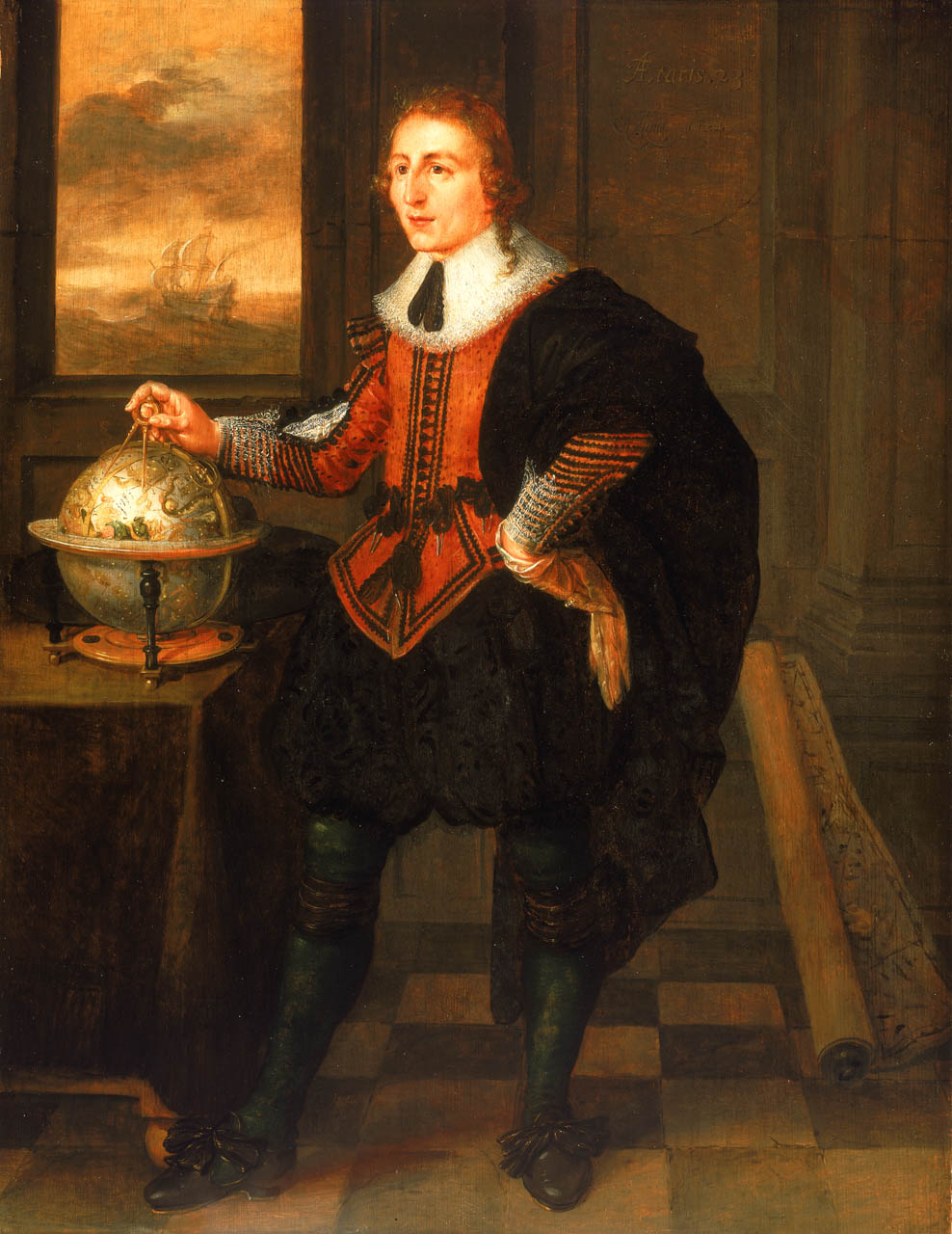
William Baffin murió a causa de las heridas en las operaciones que llevaron a la captura de Ormuz.

La captura de Ormuz le dio la oportunidad a la Compañía de desarrollar el comercio con Persia, intentando intercambiar telas inglesas y otras mercancías por seda, que no se volvió muy rentable debido a la falta de interés persa y la pequeña cantidad de bienes ingleses. El soldado y comerciante inglés Robert Shirley también se interesó en desarrollar el comercio anglo-persa.
La posición portuguesa mejoró en la zona con su victoria sobre la flota anglo-neerlandesa en 1625.

## Consecuencias
Tras la pérdida de Ormuz, las fuerzas portuguesas, lideradas por Rui Freire de Andrade, lanzaron varios intentos de reconquista militar en 1623, 1624, 1625 y 1627, así como un intento diplomático en 1631, pero todos fracasaron. Por otra parte, los portugueses se trasladaron a Mascate (que se volvió su nueva base central de operaciones en el Golfo), a su vez que estableció en 1623 un puesto comercial en Basora, en la desembocadura del río Éufrates. Ese mismo año, Rui Freire de Andrada reconquistó el Fuerte de Soar, que había sido perdido el año anterior ante los persas, y se transformó en una nueva base de operaciones en Jasab (en la península de Musandam). También Gaspar Leite logró conquistar el Fuerte de Quelba en 1624, y Mateus de Seabra hizo lo propio con el Fuerte de Mada.
En 1625/1630, luego de la Batalla naval del Golfo Pérsico, los portugueses firmaron un tratado de tregua con los persas, quienes permitieron a los portugueses establecer un puesto comercial y una fortificación en Bandar Kong, que se encuentra en la costa de Irán. Luego, en 1631, los portugueses construyeron el fuerte de Julfar (pero se perdería en 1633), un punto estratégico de gran relevancia en la península de Musandam, y que vivió un período de gran prosperidad durante la ocupación portuguesa, sirviendo como un gran almacén del comercio regional. El principal personaje de la guerra luso-persa, Rui Freire de Andrada, fallecería en septiembre de 1633, y fue sepultado en la iglesia de San Agustín (Mascate). Después de su muerte, se terminarían consolidando tratados de paz con los persas y los ingleses para 1635. 
Se puede concluir que el imperio portugués en el Golfo Pérsico se terminaría estabilizando otra vez, pese la caída de la fortaleza de Ormuz. Puesto que se fundaron nuevas fortificaciones y puestos comerciales, como los de Soar, Julfar, Doba, Libédia, Mada, Corfação, Caçapo, Congo (Bandar Congo) y Basora.
Dentro de la Monarquía Hispánica, el evento condujo a que el Consejo de Portugal radicalizara su postura belicista (influenciada por los gobernadores y consejeros locales del Reino de Portugal) y se opusieran a cualquier intento de desarrollar una alianza entre portugueses e ingleses en las Indias Orientales, exigiendo a Madrid que le declarara la guerra a quienes desafiaran el monopolio portugués en el comercio del Océano Índico (es decir, el Imperio inglés, y de paso al Imperio neerlandés), puesto que los portugueses temían que se arruinara la reputación que tenía el Imperio portugués entre los nativos de Asia (que todavía veneraban a los portugueses, por el impacto de glorias pasadas, como si fuera la monarquía más poderosa del mundo) y que, el mostrar las condiciones reales de su poder en decadencia de la India portuguesa, solo haga que los persas (y otros pueblos asiáticos) ya no respeten a los portugueses, temiendo además que darle concesiones a las "naciones del norte" solo provoque que los ingleses actúen mucho más insolentes y atrevidos, con menos respeto al poder del Rey de España, y que para colmo de males, pudiera generar que se abra las puertas a la presencia de Francia y Polonia-Lituania en la India. Todo lo cual era percibido como un grave daño al comercio portugués y su monopolio con base en las bulas papales del Tratado de Tordesillas.

«De ninguna manera es apropiado para el servicio de Su Majestad, para la reputación de su grandeza, para el bien de ese estado [de la India], ni para toda su monarquía, admitir a cualquier nación de Europa a comerciar en la India»
Carta enviada desde Lisboa al Consejo de  Portugal el 28 de febrero de 1623

Sin embargo, tras muchas discusiones, y con presión castellana (quienes recalcaban la imposibilidad en conseguir los recursos y fuerzas para combatir solos a las compañías protestantes en el Estado da Índia), finalmente el Consejo de Portugal llegaría a considerar una alianza con los ingleses al estar demostrada la evidente debilidad logística, aunque declarándolo como "forzoso y obligado".

«Ellos [consejeros de Lisboa] son muy considerados, y siempre lo ha entendido así este consejo, y nunca admitiría la práctica de amistad y alianza con ninguna de las naciones [de Europa] si se considerara factible contrastarlas a todas con el poder y las fuerzas de la corona de Portugal sola, los cuales son tan limitados que incluso en los tiempos en que la India florecía y tenía relaciones sólo con los reyes naturales [gobiernos asiáticos], las victorias y buenos éxitos que los vasallos [portugueses] de Su Majestad tenían en aquellos lares eran considerados milagrosos»
Consulta del Consejo de Portugal, Madrid, 10 de marzo de 1623

Aunque tal acercamiento con los ingleses estaba bajo la condición portuguesa de que se compensara los daños económicos por la pérdida de Ormuz (idealmente se esperaba que el estado inglés mandara sus navíos a ayudar a recuperar Ormuz de lo que era un acto ilegal de la Compañía Inglesa de las Indias Orientales), algo que, para la mayoría de ministros del Consejo de Estado español, no valía la pena solicitar, puesto que lo veían como poco realista, a palabras de Don Pedro de Toledo «Pedir al Rey de Inglaterra cosas imposibles para él sería de poco efecto para nosotros», ya que no sería posible obligar a los ingleses a que renuncien a los vastos beneficios comerciales que estaban recibiendo de los persas. No se llegó a concretar ni un acercamiento con los ingleses debido a que estalló la Guerra de los Treinta Años y otra vez España e Inglaterra estaban en bandos opuestos tras el fin de la Tregua de los doce años. Por otro lado, se vio como condenable y desleal que los ingleses hubieran apoyado a los persas en un momento donde las relaciones entre España e Inglaterra estaban tratando de mejorar (en gran medida porque los Habsburgos españoles querían resolver sus problemas financieros), en un momento que Don Pedro de Toledo consideraba «de tanta amistad de las coronas [castellana e inglesa]». Las relaciones hispano-inglesas solo volverían a arruinarse tras fracasar las conversaciones entre ambas monarquías para consolidar una alianza a través del matrimonio de Maria Ana de España (hermana de Felipe IV de España) con el príncipe Carlos I de Inglaterra, tal fracaso restableció la rivalidad, aunque los sucesos del golfo Pérsico contribuyeron a agriar las relaciones entre el Imperio español e inglés.
A su vez, durante la Guerra de Restauración portuguesa, los separatistas portugueses vieron la pérdida de Ormuz como un evento con el que hacer propaganda contra la Monarquía Hispánica, diseñando una retórica echándole la culpa de todos los fracasos del Imperio Portugués en el Golfo Pérsico al liderazgo castellano, evadiendo la responsabilidad propia. Sin embargo, la documentación del Consejo de Estado español muestra que el conflicto no fue tratado negligentemente, sino que estuvo en el interés constante de los españoles, quienes lidiaron con una geopolítica transnacional que integraba (en vez de excluir) los asuntos de ultramar portugueses, y por el que Ormuz, pese a su importancia estrategia, no era el centro de interés de la política global española (como si lo era el equilibrio con los Otomanos y tener buenas relaciones con Persia), razón por la que se denegó el envío de una armada luso-castellana al Océano Índico, al estar pendientes de asuntos más importantes en el Atlántico.